# Попова, Наталья Сергеевна
Ната́лья Серге́евна Попо́ва (фамилия при рождении Гринцер; 18 июля 1882, Варшава — 1975, Москва) — советский педагог-методист, доцент, автор ряда популярных учебников и учебных пособий по арифметике.

Обложка учебника арифметики, 1933 год

Родилась в семье статского советника Сергея Григорьевича Горчакова (Гринцера). Брат — Горчаков (Гринцер), Григорий Сергеевич — военспец, участник 4-х войн.
С конца 1901 года проживала в Санкт-Петербурге. Окончила Физико-математический факультет Санкт-Петербургского университета. Незадолго до Октябрьской революции вышла замуж, фамилия по мужу — Попова. В начале 1920-х годов проживала и работала в Баку, затем совершила переезд в Москву, занимала ответственные педагогические должности в системе народного образования. Старший методист, доцент кафедры начального образования, автор многочисленных учебных пособий,  учебников и задачников по арифметике выдержавшие многократные переиздания, в том числе и в наши дни.

## Труды
- Методика преподавания арифметики в начальной школе. — Л.: Учпедгиз, 1955.
- Учебник арифметики для начальной школы: 1-й год обучения. — Ч. 1. — 1933. — 70 с.
- Учебник арифметики: Для начальной школы. 2-й год обучения. — 1933. — 73 с.
- Учебник арифметики: 2-й год обучения. — 1934. — 74 с.
- Учебник арифметики: Для начальной школы. 3 и 4 год обучения. — Ч. 3. — 1934. — 69 с.
- Учебник арифметики: Для начальной школы: Ч. 1. — М.; Л.: Учпедгиз, 1936. — 64 с.
- Учебник арифметики: Для 2 класса начальной школы. — Ч. 2. — Л.; М.: Учпедгиз, 1937. — 69 с.
- Учебник арифметики для начальной школы. 3 и 4 классы. — Ч. 3 — Л.; М.: Учпедгиз, 1937. — 57 с.
- Сборник арифметических задач и упражнений: для 3 класса начальной школы. — Ч. 1. — Л.; М.: Учпедгиз, 1937. — 49 с.
- Сборник арифметических задач и примеров: Для 3-го года обучения в начальной школе. — Ч. 1. — 1934. — 58 с.
- Сборник арифметических задач и упражнений: Для 4-го года обучения начальной школы. — Ч. 2. — 1934. — 69 с.
- Сборник арифметических задач и упражнений для начальной школы: 3 год обучения: на калм. языке / Н. С. Попова; пер. Г. Бембеева. — Элиста: Калмгосиздат, 1935.
- Учебник арифметики для начальной школы. — Ч. I. Для 1 класса. — Изд. 6-е. Госуд. уч.-пед изд-во, 1937. — 64 с.
- Учебник арифметики для начальной школы. — Ч. II. Второй год обучения. — Изд. 2-е, перераб. — М.—Л.: Госуд. уч.-пед изд-во, 1933. — 68 с.
- Учебник арифметики для начальной школы. — Ч. III. Для 3-го и 4-го классов. — Изд. 5-е. — М.—Л.: Госуд. уч.-пед изд-во, 1937. — 56 с.
- Сборник арифметических задач. — Л.—М., 1937. Несколько изданий.
- Учебник арифметики для начальной школы. — Л.—М., 1938. Несколько изданий.
- Дидактический материал по арифметике. — М., 1959. Несколько изданий.
- Сборник арифметических задач и упражнений для начальной школы. — Ч. 1, 2, 3 и 4.
- Сборник арифметических задач и упражнений Н. С. Поповой (двенадцатое издание, Рига, 1945 год) был переработан Е. Глебовой и А. Кречетовой в 1999 году, методика сохранена полностью.